# 中国驻贝尔法斯特总领事列表
本列表为中国驻英国贝尔法斯特总领事馆历任总领事名录。

## 历任中国驻贝尔法斯特总领事

### 中华人民共和国驻贝尔法斯特总领事（2014年至今）
2014年2月21日，中英两国达成协议，中国在贝尔法斯特设置总领事馆。2015年6月8日，驻贝尔法斯特总领事馆正式开馆。
| 姓名   | 任命 | 到任           | 递交任命书 | 免职 | 离任       | 领事职务 | 备注 | 备注 |
| ------ | ---- | -------------- | ---------- | ---- | ---------- | -------- | ---- | ---- |
| 王淑英 |      | 2014年12月29日 |            |      | 2018年12月 | 总领事   |      |      |
| 张美芳 |      | 2018年12月22日 |            |      | 2024年7月  | 总领事   |      |      |
| 李南   |      | 2024年9月12日  |            | 现任 |            | 总领事   |      |      |